# Stirlingia divaricatissima
Stirlingia divaricatissima är en tvåhjärtbladig växtart som beskrevs av Alexander Segger George. Stirlingia divaricatissima ingår i släktet Stirlingia och familjen Proteaceae. Inga underarter finns listade i Catalogue of Life.